# 센테니얼 공원 (뉴사우스웨일스주)

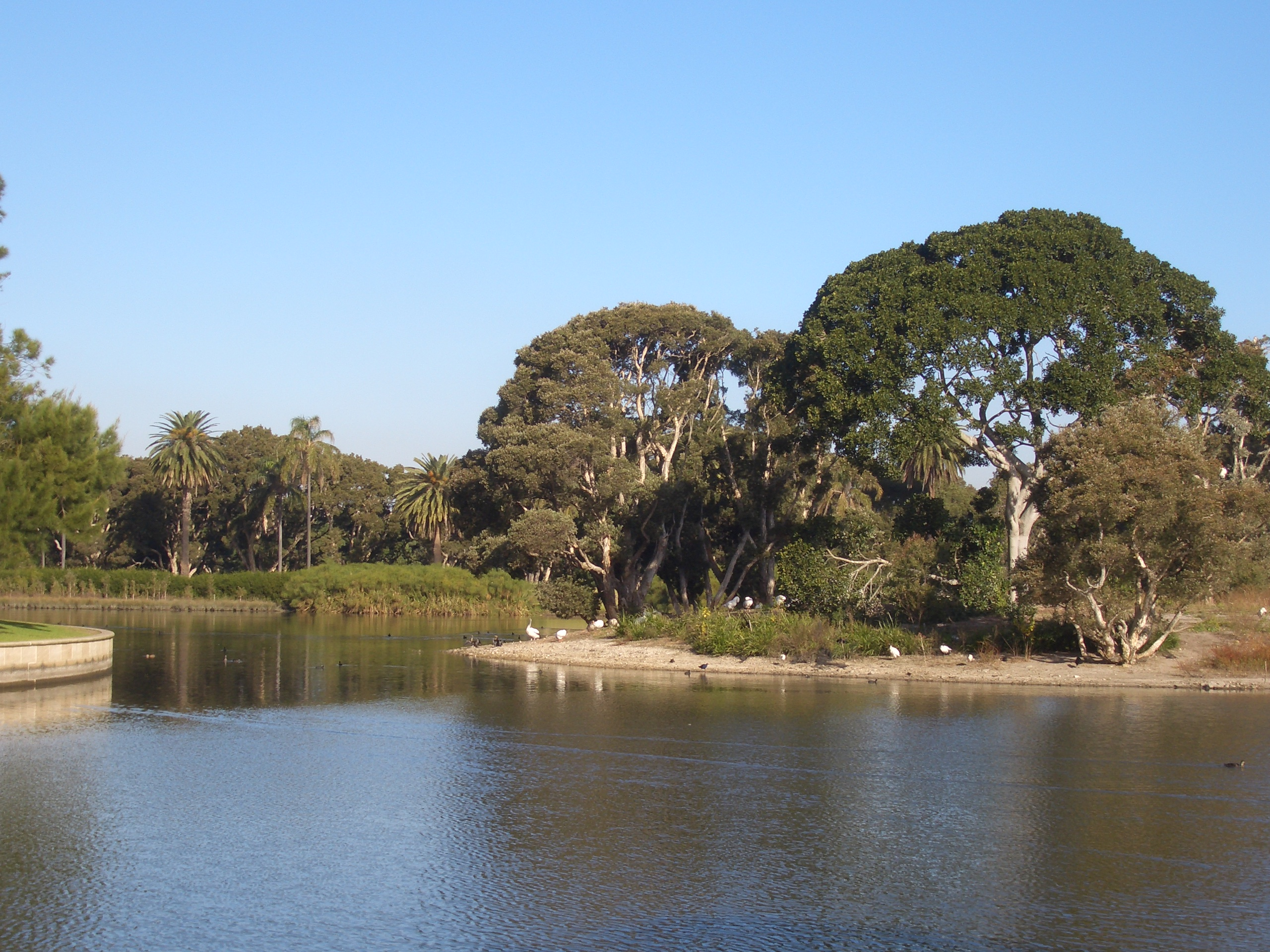
센터니얼 파크

센터니얼 공원(영어: Centennial Park)은 오스트레일리아 뉴사우스웨일스주 시드니의 동쪽 외곽에 위치한 대규모 공원이다. 센테니얼 공원은 시드니 중심 업무 지구로부터 남동쪽으로 4킬로미터 떨어진 랜드윅 지역에 위치하고 있다.

## 다른 의미
센터니얼 파크는 공원의 서쪽 가장자리에는 시드니 시티의 자치 지역인 작은 규모의 주거지역을 의미하기도 한다.